# لیو رونگبینگ
لیو رونگبینگ (انگلیسی: Liu Rongbing؛ زادهٔ ۲۱ مارس ۱۹۹۱) یک ژیمناست هنری اهل جمهوری خلق چین است.
از افتخارات وی میتوان به کسب مدال برنز تیمی در مسابقات جهانی ژیمناستیک هنری ۲۰۱۵ اشاره کرد.